# Laurentidischer Eisschild
Der Laurentidische Eisschild war ein massiver Eisschild, der während der letzten Kaltzeit (in Nordamerika als Wisconsin-Eiszeit bezeichnet) ein ausgedehntes Gebiet bedeckte, das zwischen etwa 90.000 und 20.000 vor Christus den Osten des heutigen Kanadas und einen Teil der Vereinigten Staaten bedeckte. Die südliche Grenze der Vereisung erreichte das Gebiet um die heutigen Städte New York City und Chicago und verlief entlang des Missouri nach Westen zu den nördlichen Ausläufern der Cypress Hills, hinter denen der Eisschild mit den Gletschern der Kordilleren zusammenlief.
Gegen Ende der letzten großen Eiszeit öffnete sich zwischen den Gletschern der Rocky Mountains und dem Laurentidischen Eisschild ein eisfreier Korridor. In der Klimageschichte und der Paläontologie wird diskutiert, ob und ab wann der Korridor für jagdbares Wild und ihm folgende Menschen passierbar war. Er gilt als ein möglicher Wanderungsweg der Paläoindianer in das Innere des Kontinents bei der Besiedlung Amerikas.
Im Zuge des weiteren Abschmelzens speiste der Gletscher einen Urstrom im groben Verlauf des heutigen Mississippi Rivers. Seine Wassermassen gelten über einen Zeitraum von weit über 1000 Jahren im Mittel- und Unterlauf für Menschen mit den damaligen Technologien als unpassierbar.